# 普羅維傑尼亞區

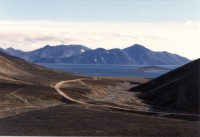

64°27′N 173°15′W / 64.450°N 173.250°W
普羅維傑尼亞區（俄语：Провиденский район），是俄羅斯的一個區，位於該國東北部，由楚科奇自治區負責管轄，始建於1957年4月25日，面積26,800平方公里，2010年人口3,923，人口密度每平方公里0.15人。